# Edwin Drake
Pour les articles homonymes, voir Drake.
Edwin Laurentine Drake (1819-1880), souvent appelé « colonel Drake » bien que n’ayant jamais réellement détenu ce grade, était un entrepreneur américain dont on dit souvent qu'il a foré le premier véritable puits de pétrole américain le 27 août 1859, dans le champ d’Oil Creek, au sud de Titusville (Pennsylvanie).

## Contexte historique
En réalité, il y a plusieurs autres prétendants à cette action, dans le Caucase, au Canada, qui ont précédé Drake d'un an ou deux. Le premier puits de pétrole au monde a été foré par Ignacy Łukasiewicz en 1854, à Bóbrka[réf. nécessaire] (actuellement en Pologne, mais à l'époque dans l'empire austro-hongrois, près de Krosno, en Galicie de sud-est). Néanmoins, le puits de Drake provoqua une « ruée vers l'or noir » aux États-Unis et la véritable naissance de l'industrie pétrolière, ce que n'avaient pas fait les tentatives précédentes.
Le pétrole du puits de Drake (et de tous ceux de l'époque) était surtout destiné à produire du pétrole lampant, qui remplaçait peu à peu l'huile de baleine pour l'éclairage. Ayant pratiqué tous les métiers, y compris celui de conducteur de train, Drake s'établit avec sa famille à Titusville.

## Biographie

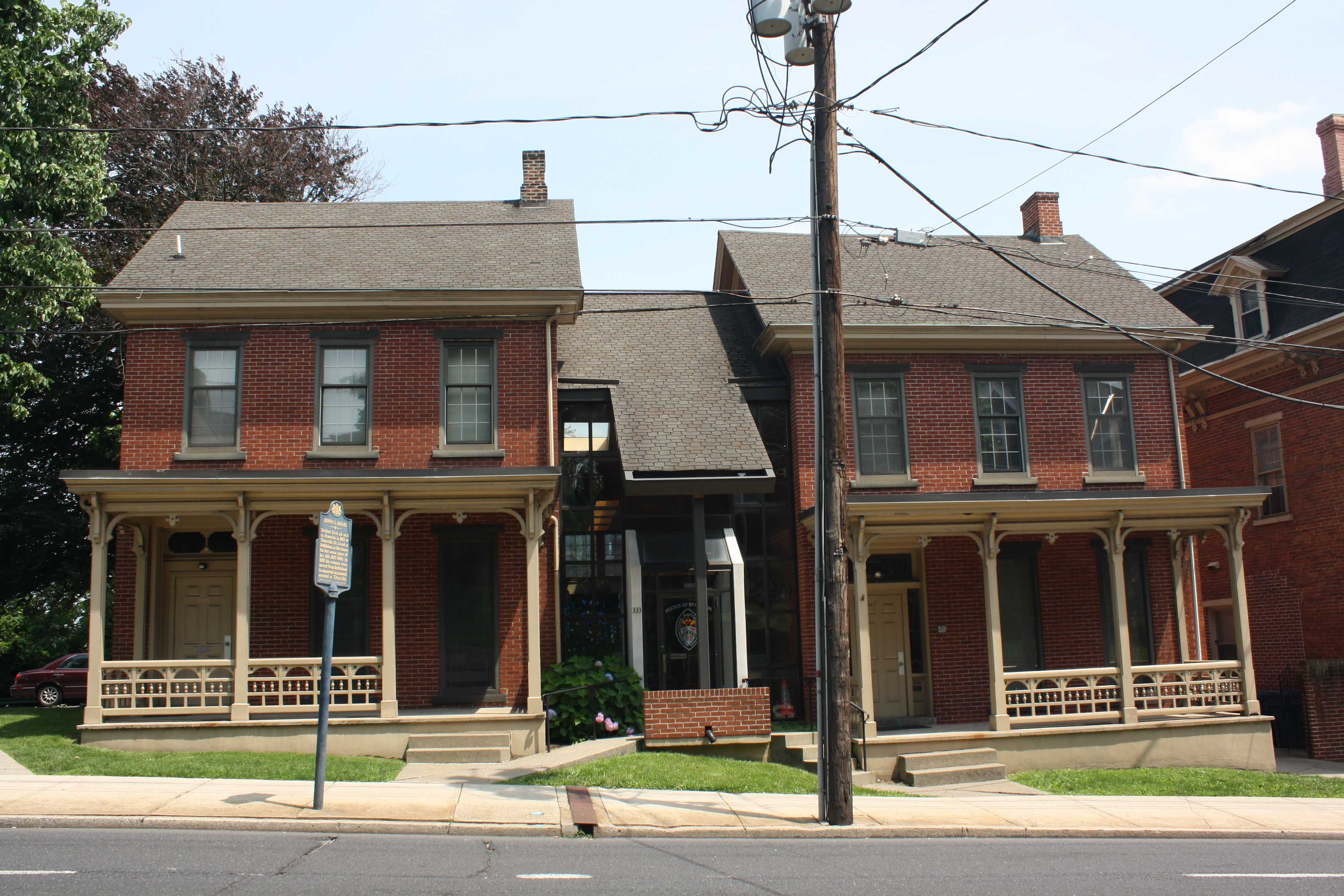
La maison de Fountain Hill (Bethlehem) où E. Drake passa les dernières années de sa vie (1873-1880).

Contre l'avis des experts, il a acquis la conviction qu'il pourrait extraire le pétrole du sous-sol par simple forage et s'est adjoint pour cela le concours d'un puisatier. Ensemble, ils ont creusé un puits grâce à un trépan suspendu à un câble et mis en mouvement par une machine à vapeur. Le précieux liquide a jailli lorsque le trépan a atteint 23 mètres de profondeur seulement,.
Dès le premier jour, avec une production de l'ordre de huit ou dix barils, Drake multiplie la production mondiale de pétrole par deux. Il s'ensuit une première ruée vers l'or noir (le pétrole). La région se couvre de derricks et procure la fortune à de nombreux audacieux.
Quant au « colonel » Drake, dépourvu du sens des affaires, il néglige de faire breveter son système de forage et sombre dans la pauvreté. Compatissants, les habitants de Titusville finiront par lui verser une pension, ainsi qu'à sa veuve.

## Dans la culture populaire

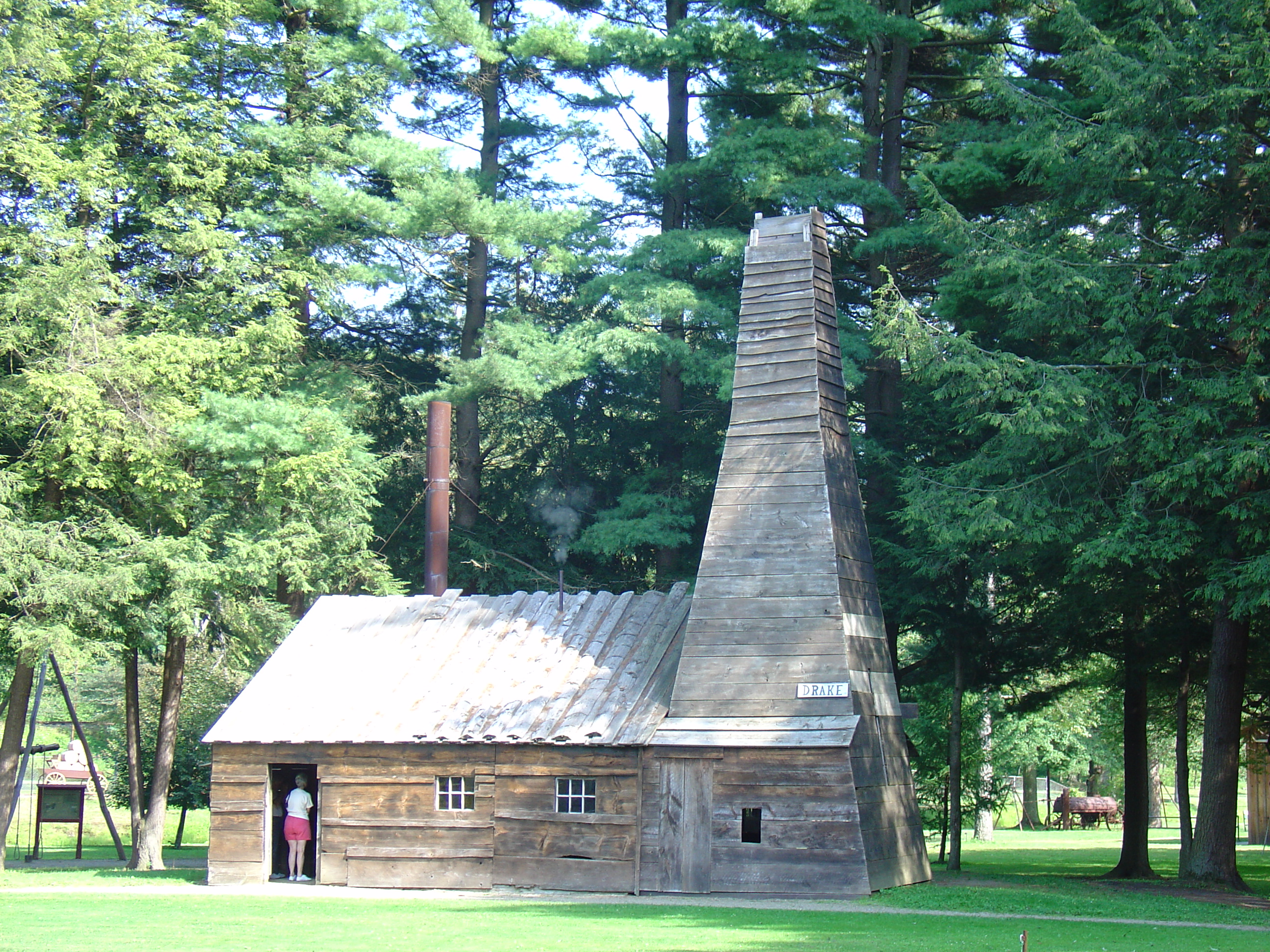
Le musée du forage Drake (août 2006) à Titusville, en Pennsylvanie. Monument classé site historique fédéral.

### Bande dessinée
- Edwin Drake apparaît dans l'album À l'ombre des derricks (1962) de Lucky Luke.
- Le tome 10 de L'Histoire du Far West aux Éditions Larousse est constitué de plusieurs biographies. L'une d'elles est celle d'Edwin Drake[5].
- À la page 34 de la BD  Le monde sans fin  de Jean-Marc Jancovici et Christophe Blain aux Éditions Dargaud